# Dionizy Maliszewski
Dionizy Maliszewski (ur. 14 marca 1931 w Ostrołęce, zm. 22 sierpnia 1987 w Warszawie) – polski poeta, publicysta, działacz społeczny, propagator kultury kurpiowskiej.

## Życiorys
Debiutował w „Sztandarze Młodych” w 1951 roku. Był założycielem grupy poetyckiej Narew  oraz prezesem Klubu Literackiego „Narew”. Publikował m.in. w „Twórczości”, „Kamenie”, „Życiu Literackim”.
PRacował jako kierownik Zakładowego Domu Kultury Ostrołęckich Zakładów Celulozowo-Papierniczych w Ostrołęce . Był również radnym Wojewódzkiej i Miejskiej Rady Narodowej i członkiem rady wojewódzkiej Patriotycznego Ruchu Odrodzenia Narodowego. Należał do Mazowieckiego Towarzystwa Kultury, Towarzystwa Przyjaciół Ostrołęki i Towarzystwa Kultury Teatralnej. Założył i kierował Klubem Kultury Literackiej. W 1979 roku został członkiem Związku Literatów Polskich.
Otrzymał odznakę „Zasłużony Działacz Kultury”, a także Srebrną i Złotą Odznakę honorową Związku Zawodowego Chemików .
Został pochowany na cmentarzu parafialnym w Ostrołęce.

## Twórczość
- Rzeźbione w bursztynie (1967)
- Chwila przed snem (1969)
- Ballady i groteski (1975)
- Czarne niezapominajki (1978)
- Przydroża (1980)
- Przesłanie (1982)
- Miniatury (1984)
- Witraże (1985)
- Biały głos (1986)

## Upamiętnienie
Imieniem poety nazwano Ostrołęcki Konkurs Literacki organizowany przez Miejską Bibliotekę Publiczną w Ostrołęce.
Od 2014 roku w Ostrołęce odbywa się wydarzenie o nazwie Dionizje, które odwołuje się do postaci poety. 
W 2016 roku Związek Kurpiów apelował o nazwanie ulic we wsiach i miastach na terenie regionu nazwiskami ważnych dla Kurpiów postaci historycznych, wśród nich Maliszewskiego. 
W 2023 roku Muzeum Kultury Kurpiowskiej w Ostrołęce wydało jego biografię. Autorką jest Joanna Zyśk. 